# Australian Open 1971
Wielkoszlemowy turniej tenisowy Australian Open w 1971 roku rozegrano w Melbourne w dniach 8–14 stycznia.

## Finały

### Gra pojedyncza mężczyzn
- Ken Rosewall (AUS) - Arthur Ashe (USA) 6:1, 7:5, 6:3

### Gra pojedyncza kobiet
- Margaret Smith Court (AUS) - Evonne Goolagong Cawley (AUS) 2:6, 7:6, 7:5

### Gra podwójna mężczyzn
- John Newcombe (AUS)/Tony Roche (AUS) - Tom Okker (NED)/Marty Riessen (USA) 6:2, 7:6

### Gra podwójna kobiet
- Evonne Goolagong Cawley (AUS)/Margaret Smith Court (AUS) - Joy Emerson (AUS)/Lesley Hunt (AUS) 6:0, 6:0

### Gra mieszana
Nie rozegrano turnieju par mieszanych